# Ivonne Bordelois
Ivonne Aline Bordelois (sinh ngày 5 tháng 11 năm 1934), là một nhà thơ, nhà tiểu luận và là một nhà ngôn ngữ học người Argentina.

## Nghề nghiệp
Ivonne Bordelois đã tốt nghiệp Khoa Triết học và Thư (Đại học Buenos Aires)  tại Đại học Buenos Aires, sau đó bà tiếp tục các công trình nghiên cứu văn học và ngôn ngữ học tại Sorbonne. Bà đã àm việc tại tạp chí Sur và thực hiện các cuộc phỏng vấn và xuất bản cùng với Alejandra Pizarnik cho các ấn phẩm quốc gia và quốc tế khác nhau.
Năm 1968, bà nhận được học bổng từ Hội đồng nghiên cứu khoa học và kỹ thuật quốc gia (CONICET) và chuyển đến Boston để theo học tại Viện công nghệ Massachusetts. Ở đó, bà nhận bằng tiến sĩ ngôn ngữ học vào năm 1974, với Noam Chomsky là giám đốc của luận án. Từ năm 1975 đến năm 1988, bà đảm nhận chức vụ là chủ tịch ngôn ngữ học tại Viện  Ibero-American thuộc Đại học Utrecht,  được thông qua từ một cuộc thi quốc tế. Năm 1982, bà nhận được học bổng Guggenheim. Năm 2004, bà nhận được Bằng khen của Konex trong hạng mục Tiểu luận văn học, và phục vụ trong thành phần ban giám khảo của giải thưởng này vào năm 2006, 2014 và 2016. Năm 2005, bà được trao giải La Nación - Editorial Sudamericana  giải thưởng cho bài luận của bà - El país que nos habla.

## Công trình
- El alegre apocalipsis (ấn bản thứ 1). Grupo Editor Latinoamericano. 1995. ISBN 978-950-694-420-9.
- Genio y figura de Ricardo Güiraldes (ấn bản thứ 1). Eudeba. 1998. ISBN 978-950-23-0853-1.
- Correspondencia a Pizarnik (ấn bản thứ 1). Seix Barral. 1999. ISBN 978-950-731-203-8.
- Un triángulo crucial: Borges, Lugones y Güiraldes (ấn bản thứ 1). Eudeba. 1999. ISBN 978-950-23-0922-4.
- La palabra amenazada (ấn bản thứ 1). Libros del Zorzal. 2003. ISBN 978-987-1081-16-5.
- Etimología de las pasiones (ấn bản thứ 1). Libros del Zorzal. 2005. ISBN 978-987-1081-92-9.
- El país que nos habla (ấn bản thứ 4). Sudamericana. 2006. ISBN 978-950-07-2689-4.
- Villa Ocampo (ấn bản thứ 1). Sudamericana. 2008. ISBN 978-950-07-2709-9.   Villa Ocampo (ấn bản thứ 1). Sudamericana. 2008. ISBN 978-950-07-2709-9.  Đồng tác giả với Fabio Grementieri.
- El sabor de las palabras (ấn bản thứ 1). Libros del Zorzal. 2008. ISBN 978-987-599-110-1.
- A la escucha del cuerpo (ấn bản thứ 1). Libros del Zorzal. 2008. ISBN 978-987-599-125-5.
- Del silencio como porvenir (ấn bản thứ 1). Libros del Zorzal. 2010. ISBN 978-987-599-156-9.
- Nueva correspondencia Pizarnik (ấn bản thứ 1). Aguilar, Altea, Taurus, Alfaguara. 2014. ISBN 978-987-04-3599-0.     Đồng tác giả với Cristina Piña.
- Noticias de lo indecible (ấn bản thứ 1). Edhasa. 2018. ISBN 978-987-628-479-0.